# B.Y.O.B. (single)
B.Y.O.B. is een single van de Amerikaans-Armeense alternatieve metalband System of a Down van hun vierde album, Mezmerize. De afkorting van B.Y.O.B. staat voor Bring Your Own Bombs, een parodie op Bring Your Own Booze, dat weleens te zien is op feestjes waar iedereen verwacht wordt zijn eigen alcohol mee te nemen. Het nummer won een Grammy Award in de categorie Best Hard Rock Performance.

## Videoclip
De muziekclip voor B.Y.O.B. werd geregisseerd door Jake Nava. Soldaten marcheren door de straten met maskers die propaganda propageren. Ertussenin spelen de leden van System of a Down het nummer. Later staan ze in het midden van een nachtclub. Als Daron Malakian "Blast off! It's party time! And we don't live in a fascist nation! Blast off! It's party time! And where the fuck are you?!" uitschreeuwt, komen de soldaten de nachtclub binnen en heerst er grote paniek. De gasten worden gedwongen om de maskers op te doen, en op het einde hebben de SOAD-leden zelf ook maskers op.

## Betrokkenen

### System of a Down
- Serj Tankian - Zang en keyboard
- Daron Malakian - Zang, gitaar en basgitaar[1]
- Shavo Odadjian - Basgitaar
- John Dolmayan - Drums en percussie

### Productie
- Rick Rubin - Productie
- Andy Wallace - Mixing
- Steve Sisco - Mixing Assistent
- Joe Peluso - Mixing Assistent
- David Schiffman - Engineering
- Phillip Broussard - Engineering assistent
- Jason Ladder - Montage
- Dana Nielsen - Montage
- John O'Mahony - Pro Tools Engineering

### Anderen
- Marc Mann - Strings Arrangements
- Vartan Malakian - Artwork
- Brandy Flower - Grafisch Design

## Rechtszaak
Casey Chaos claimde dat hij meehielp met het schrijven van het nummer in 2002. Chaos en Malakian ontmoette elkaar in dat jaar, waarop ze samen muziek begonnen spelen en plannen maakten om een band op te richten. Team Sleep's toenmalige drummer Zach Hill vervoegde later de band, die Scars on Broadway zou heten. Tijdens een van hun sessies zouden ze een 1 minuut durend nummer gemaakt hebben die, volgens Chaos, B.Y.O.B. zou geworden zijn. Malakian bood 2% van de royalty's, maar toen Chaos meer vroeg, werd het aanbod ingetrokken.
Chaos verkocht later 50% royalty's op de compositie van het nummer aan Maxwood Music, die een rechtszaak startte tegen Tankain en Malakian en hun bedrijven (Malakian Publishing en Shattered Mirrors Publishing). De rechtszaak werd uiteindelijk gewonnen door Tankian en Malakian. De jury vond het verhaal van Chaos namelijk inconsistent, aangezien hij zijn getuigenis veranderde telkens er nieuwe bewijsstukken werd voorgesteld.

## Details
- B.Y.O.B. is geschreven door Daron Malakian en Serj Tankian. De muziek is volledig gecomponeerd door Daron Malakian.
- Het nummer gaat over de oorlog in Irak, over de presidenten die de armen naar Irak sturen en zelf niet meevechten.[3]
- Daron Malakian heeft de gewoonte om tijdens het nummer scheldwoorden te schreeuwen. Tijdens een Saturday Night Live optreden wist hij onder de censurering door te komen met onverwachts "Fuck yeah!" te schreeuwen. Dit veroorzaakte een controverse.
- Dit nummer kon gedownload worden voor het spel Rock Band en is ook in Guitar Hero: World Tour te spelen.